# 特蘿蒂亞 ～魔女的鐵鎚～
《特蘿蒂亞 ～魔女的鐵鎚～》（日語：ドロテア 〜魔女の鉄鎚〜）是日本漫畫家Cuvie創作的日本漫畫作品。於日本富士見書房旗下月刊Dragon Age雜誌2005年到2008年期間連載。單行本全6卷。
為Cuvie初次長期連載的一般向作品。

## 故事簡介
15世紀末期的德國，歐洲正值於魔女狩獵宗教政治迫害當中。一名白化症少女·特蘿蒂亞冒著被告發出是魔女的風險，為了拯救故鄉而戰鬥。

## 登場人物
特蘿蒂亞·艾森巴赫
女主人公。持有白髮、白色肌膚、紅色雙眼外貌的白化症少女。對於陽光無抗性。「納烏達斯的白色之子」。雷鎚團所屬的女騎士。步兵隊的階級為「少尉」。持有「雷鎚的魔女」和「妙爾尼爾的魔女」兩個名號的武術高手。
吉爾克·夫爾茲布魯克
特蘿蒂亞的青梅竹馬。
夏茲佳露特
特蘿蒂亞的祖母。
艾露絲貝特·馮·納烏達斯
納烏達斯伯爵的公主。
卡斯帕爾・馮・佩因
雷鎚團的連隊長。和吉爾克的父親認識。
艾蒂薇
雷鎚團的高級娼婦。連隊長的戀人。
安東
雷鎚團的騎士。
香狄奈
雷鎚團的老祭司
薩克森大公選帝侯弗 里德里希III世
艾露潔公主的伯父。
約翰·馮·納烏達斯
納烏達斯的領主兼艾露潔的父親。
艾露潔的哥哥

齊格蒙德・夫爾茲布魯克
吉爾克的父親。
康拉德
瓦勒度派的副將。

## 用語
納烏達斯（ナウダース（Nauders））

白之家
納烏達斯誕生的白色之子給養育成人的兒童之家。家主是夏茲佳露特
異教徒
其他宗教信仰者、不信天主教者都會是為異教徒。
納烏達斯的白色之子

瓦勒度派

## 出版書籍
| 集數 | 富士見書房    | 富士見書房             | 東立出版社     | 東立出版社             |
| 集數 | 發售日期      | ISBN                   | 發售日期       | ISBN                   |
| ---- | ------------- | ---------------------- | -------------- | ---------------------- |
| 1    | 2006年3月28日 | ISBN 4-04-712448-6     | 2007年10月1日  | ISBN 978-986-10-0524-9 |
| 2    | 2006年4月27日 | ISBN 4-04-712451-6     | 2007年10月1日  | ISBN 978-986-10-0525-6 |
| 3    | 2006年9月27日 | ISBN 4-04-712465-6     | 2007年11月29日 | ISBN 978-986-10-0526-3 |
| 4    | 2007年5月7日  | ISBN 978-4-04-712492-9 | 2007年12月31日 | ISBN 978-986-10-0527-0 |
| 5    | 2007年12月6日 | ISBN 978-4-04-712520-9 | 2008年8月27日  | ISBN 978-986-10-1162-2 |
| 6    | 2008年5月7日  | ISBN 978-4-04-712548-3 | 2008年10月27日 | ISBN 978-986-10-1889-8 |

## 外部連結
- （日語） ドロテア 〜魔女の鉄鎚〜｜株式会社KADOKAWAオフィシャルサイト｜富士見書房
- （繁體中文） 特蘿蒂亞～魔女的鐵鎚～｜Cuvie｜書目資料清單｜東立出版社